# Augustiniánské kláštery v Paříži

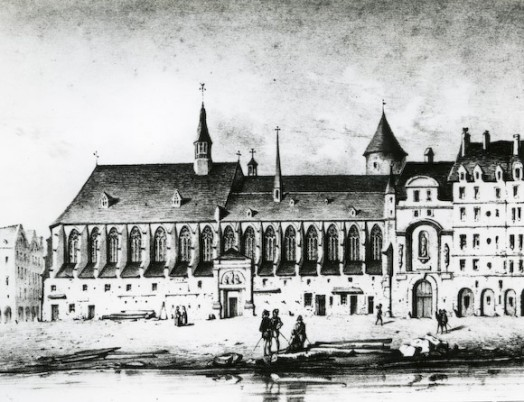
Klášter Grands Augustins

Augustiniánské kláštery v Paříži byly konventy řádů augustiniánů, kterých bylo v Paříži od středověku do 18. století několik.

## Historie
Obutí augustiniáni se usadili v Paříži za vlády Ludvíka IX. poblíž Porte Saint-Eustache, kde je jejich příchod doložen v roce 1259. Výstavba augustiniánského kláštera začala roku 1263 z podnětu Ludvíka IX. Dne 14. října 1293 augustiniáni získali pozemky na levém břehu Seiny na území kláštera Saint-Germain-des-Prés.
Klášter byl přestavěn v letech 1368–1453 a kostel byl vysvěcen v době panování Karla VII. Klášter získal velký význam a jeho mohutné sály v centru Paříže se využívaly pro shromáždění pařížského parlamentu, Účetní komory, Generálních stavů v roce 1614 apod.
Postupně vznikly v Paříži tři augustiniánské kláštery:
- nejstarší z roku 1259 nazývaný Grands Augustins (velcí augustiniáni) v prostoru dnešní ulice Rue Dauphine
- klášter Petits Augustins (malí augustiniáni), který nechala v roce 1606 postavit královna Margot v ulici Rue des Saints-Pères, kde dnes sídlí École nationale supérieure des beaux-arts
- Augustins déchaussés (bosí augustiniáni)

Kláštery byly zrušeny za Velké francouzské revoluce a jako národní majetek prodány. Poté byly budovy zčásti zbořeny.